# Moiòla
Moiòla (italià Moiola, piemontès Mojòla) és un municipi italià, situat a la regió del Piemont. L'any 2007 tenia 283 habitants. Està situat a la Val d'Estura, dins de les Valls Occitanes. Limita amb els municipis de Borgo San Dalmazzo, Demont, Gaiòla, Valdieri i Valloriate.

## Administració
| Període | Identitat        | Partit          |
| ------- | ---------------- | --------------- |
| 2004-   | Flavio Girodengo | Horitzonts Nous |